# 马尼亚卡瓦洛
马尼亚卡瓦洛（義大利語：Magnacavallo），是意大利曼托瓦省的一个市镇。总面积28平方公里，人口1714人，人口密度61.2人/平方公里（2009年）。国家统计（ISTAT）代码为020029。